# Крум Лекарски
Крум Георгиев Лекарски е български офицер (генерал-лейтенант), политически и спортен деец, заслужил майстор на спорта (1955).

## Биография
Крум Лекарски е роден на 5 май 1898 г. в Кюстендил в семейството на офицера Георги Лекарски. Като ученик е член на организация „Кубрат“. Завършва Военното на Негово Величество училище на 28 април 1918 г. и на 1 януари 1919 г. е произведен в чин подпоручик. На 30 януари 1923 е произведен в чин поручик и през същата година е назначен на служба в Лейбгвардейския конен полк. По-късно служи в 10-и конен полк и 9-а жандармерийска конна група. От 1925 г. е помощник-инструктор в кавалерийската школа в София. На 16 юни 1928 е произведен в чин капитан, от 1919 г. е на служба във 2-ри конен полк, след което от 1930 г. е на служба в 1-ви инженерен полк и от 1933 г. е на служба в 3-та пехотна балканска дивизия. През 1932 г. завършва Военна академия, а от 1935 г. е към Генералния щаб.
На 1 май 1935 г. е произведен в чин майор и същата година е назначен на служба във 2-ра пехотна тракийска дивизия. Включва се активно в дейността на Военния съюз. На 18 октомври 1935 година е уволнен заради опита за преврат на радикалното крило на съюза и е интерниран в Девин. Заедно с други уволнени офицери като Кирил Станчев, Ганчо Манчев, Тодор Тошев и Стоян Трендафилов основават предприятие за търговия на едро „Ком“, на което той е директор. По-късно основава своя фирма за търговия с тютюн, а от 1941 до 1944 г. заедно с Кирил Станчев търгуват с германски фирми. На 3 октомври 1938 г. е произведен в чин подполковник. На 3 октомври 1942 е произведен в чин полковник.
През 1944 г. е произведен в чин генерал-майор и генерал-лейтенант. През същата година е назначен на служба в Министерството на войната. Част е от българската делегация на Парада на победата на СССР над Третия райх в Москва, проведен на 24 юни 1945 г.
През 1947 г. е назначен първоначално за заместник-министър на войната, след което за 1-ви заместник-министър на войната. Уволнен от от служба през 1948 и 1949 г.
Държавна сигурност му открива еднолична активна разработка под псевдоним „Конник“ през април 1951. Арестуван е 2 май 1951 г. по подозрение за участие в преврат за сваляне на правителството на ОФ и присъединяване на България към лагера на капиталистическите страни. Набеден е за английски шпионин и заточен като политически затворник в Белене. Освободен е след смъртта на Сталин.
През 1960 г. за последен път участва в Олимпиада. Умира през 1981 г. на 82 години.
Крум Лекарски е един от пионерите на конния спорт в България и изтъкнат състезател. Спечелва първо място в тристранното състезание в Аахен (Германия) и на Балканските игри през 1931 и 1933 година. Участва в олимпийските игри в Париж (1924), Амстердам (1928), Хелзинки (1952) и Рим (1960). През 1954 – 1958 година е преподавател във Висшия институт по физкултура, като в периода 1956 – 1958 година е завеждащ катедра по конен спорт. Автор е на книги за конния спорт.
Носител на ордените: „Георги Димитров" (1978) и „НРБ" II ст., „Червено знаме“ (1945) Почетен гражданин на гр. Кюстендил.
Женен е за Надежда (Едит) Лекарска, дъщеря на Захари Давид Алкалай, търговец, фабрикант и дарител.

## Военни звания
- Подпоручик (1 януари 1919)
- Поручик (30 януари 1923)
- Капитан (16 юни 1928)
- Майор (1 май 1935)
- Подполковник (3 октомври 1938)
- Полковник (3 октомври 1942)
- Генерал-майор (1944)
- Генерал-лейтенант (1944)

## Съчинения
- „Какво трябва да знае всеки ездач" (1949)
- „Скачане препятствия с кон" (1951)
- „Обездка на кон" (1956)
- „Учебник по конен спорт" (1958), със съавтори Христо Ценов и Любен Найденов.